# Collemopsidium angermannicum
Collemopsidium angermannicum är en lavart som först beskrevs av Gunnar Bror Fritiof Degelius och som fick sitt nu gällande namn av Anders Nordin. 
Collemopsidium angermannicum ingår i släktet Collemopsidium och familjen Xanthopyreniaceae. Arten är reproducerande i Sverige.